# Sebastian Domozină
Sebastian Domozină (n. 15 iulie 1938, comuna Ianca, județul Olt – d. 10 octombrie 1997, Craiova) a fost un jurnalist și comentator sportiv radio.

## Biografie
Sebastian Domozină s-a născut la data de 15 iulie 1938 în comuna Ianca (județul Olt). A absolvit Liceul „Frații Buzești“ din Craiova și apoi Facultatea de Ziaristică din București.
Prima sa transmisiune radiofonică a avut loc în anul 1964, în primul sezon al Universității Craiova în Divizia A, la meciul Știința Craiova - Universitatea Cluj 1-0. Până în decembrie 1989, Domozină a fost corespondent principal al redacției de actualități din Radioteleviziunea Română pentru județele Dolj, Gorj, Olt și Mehedinți. Începând din anul 1990 a fost director al postului Radio Oltenia Craiova.
În decursul carierei, el a realizat aproape 1.000 de transmisiuni în direct de la meciurile Universității Craiova. Ultima transmisie radiofonică a sa avut loc în anul 1995. Sebastian Domozină era renumit pentru viteza sa în exprimare, comentariile sale fiind foarte rapide.
Sebastian Domozină a trecut la cele veșnice la data de 10 octombrie 1997 în orașul Craiova și a fost înmormântat în cimitirul Ungureni, la câțiva metri de mormântul golgheterului Universității Craiova, Ion Oblemenco.
În semn de apreciere, în anul 2002, Sebastian Domozină a fost declarat cetățean de onoare post-mortem al municipiului Craiova. De asemenea, în luna octombrie a anului 2003, Primăria din Ianca a dezvelit o placă memorială la Sala de sport „Sebastian Domozină“. Cu aceeași ocazie, Consiliul Local l-a declarat post-mortem „cetățean de onoare al comunei Ianca“.

## Aprecieri
„O echipă fantastică, așa cum a fost Craiova Maxima, născută din sufletul uriaș al oltenilor, nu putea să aibă decât un comentator pe măsură. Cine poate uita comentariile “braziliene” ale lui Domozină care însuflețeau un popor alb-albastru lipit cu urechea de tranzistoare? Cine poate uita strigătul de victorie de la Leeds, când, secunde în șir, vocea marelui crainic a răsunat “Goooool!!!”, în ritm de căluș oltenesc? Cu siguranță, nimeni. (...) Sunt oameni care nu pot fi înlocuiți niciodată. Fără îndoială, Sebastian Domozină a fost unul dintre aceștia. Din 10 octombrie 1997, doar sfinții mai pot auzi inconfundabilul “Goooool!!!” al vocii de aur a Olteniei.”—Situl oficial al Universității Craiova
„Sebastian Domozină, "Sebi" cum îi spuneam noi, prietenii, a fost un OM, dintre aceia pentru care acest cuvânt - OM - se scrie cu majuscule. (...) Rămân în istoria anecdotică a fotbalului românesc, vorbele unui mare antrenor - Valentin Stănescu - care a antrenat o vreme pe Universitatea Craiova: "Măi Domozină, transmite și tu mai încet, că nu pot jucătorii mei să se țină după tine!"”—Cristian Țopescu
„Fiecare dintre noi, doar gândindu-ne la el, îi auzim vocea inconfundabilă. Pentru cei care nu l-au cunoscut îndeaproape sau nu i-au fost prieteni, Sebastian Domozină trăiește prin vocea sa pentru că ea a fost și va rămâne vocea sufletului său. Ne e dor de Domozină, ne e dor mai ales atunci când vedem neîmplinirile "Științei", echipa căreia i s-a dedicat întru totul. (...) Un prieten spunea că Sebastian Domozină a iubit această echipă mai mult decât și-a iubit familia.”—Marius Tucă